# SPARK (язык программирования)
SPARK (SPADE Ada Kernel) — формально определённый язык программирования, являющийся подмножеством Ады, предназначен для разработки верифицированного программного обеспечения высокого уровня полноты безопасности. SPARK позволяет создавать приложения, которые обладают предсказуемым поведением и обеспечивают высокую надёжность.
Версии языка SPARK связаны с версиями Ады и разделены на два поколения: SPARK 83, SPARK 95 и SPARK 2005 (Ada 83, Ada 95 и Ada 2005 соответственно) относят к первому поколению, а SPARK 2014 (Ada 2012) — ко второму. Это обусловлено тем, что первоначально для указания спецификаций и контрактов использовались комментарии, но, начиная с Ada 2012, для этого стал применяться появившийся в языке механизм аспектов. Это привело к полной переработке всего инструментария языка и появлению нового верификатора GNATprove.
SPARK используется в авиации (реактивные двигатели Rolls-Royce Trent, самолёты Eurofighter Typhoon и Бе-200, система UK NATS iFACTS) и для разработки космических систем (РН Вега, множество спутников). Также его применяют для разработки систем шифрования и кибербезопасности.

## Концепции
Целью разработки SPARK было сохранение сильных сторон Ады (таких как система пакетов и ограниченные типы) и удаление из неё всех потенциально небезопасных или двусмысленных конструкций, так как Ада, несмотря на заявленные цели разработки, получилась довольно сложным языком и не имела полного формального определения, а некоторые из её частей вызвали серьёзную критику. Программы SPARK должны быть однозначными, их поведение не должно зависеть от выбора компилятора, параметров компиляции и состояния окружения. Для этого в язык введены некоторые ограничения, в том числе: использование задач возможно только в профиле Ravenscar; для выражений запрещены побочные эффекты; запрещено использование контролируемых типов, для которых возможно переопределение процедур инициализации и оператора присваивания; запрещено совмещение имён; ограничено использование некоторых операторов, таких как goto; запрещено динамическое выделение памяти (но при этом разрешены типы с динамическими границами и типы с дискриминантами).
При этом любая программа SPARK всё ещё может быть собрана компилятором Ады, что позволяет смешивать эти языки в одном проекте.
Разработчикам SPARK удалось получить удобный для автоматической верификации язык, имеющий простую семантику, строгое формальное определение, логическую корректность и хорошую выразительность.

## Контракты и зависимости
Для процедуры, которая увеличивает значение некой глобальной переменой на свой аргумент, если тот положительный, и на единицу в прочих случаях, можно написать следующую спецификацию:
```
procedure
 
Add_to_Total
(
Value
: 
in
 
Integer
)

   
with

      
Global
 
=>
 
(
In_Out
 
=>
 
Total
),

      
Depends
 
=>
 
(
Total
 
=>
 
(
Total
,
 
Value
)),

      
Pre
 
=>
 
(
Total
 
<
 
Integer
'
Last
 
-
 
(
if
 
Value
 
>
 
0
 
then
 
Value
 
else
 
1
)),

      
Post
 
=>
 
(
Total
 
=
 
Total
'
Old
 
+
 
(
if
 
Value
 
>
 
0
 
then
 
Value
 
else
 
1
));

```

Аспект Global показывает, к каким глобальным переменным имеет доступ процедура. В данном случае она использует только переменную Total на чтение и запись. Depends показывает взаимосвязь между переменными: новое значение Total зависит от его старого значения и значения Value. Pre — предусловие, оно показывает, какое состояние программы должно быть перед выполнением процедуры; в данном случае в предусловие проверяется, не произойдёт ли переполнение. Post — постусловие, оно показывает состояние программы после выполнения процедуры.
Кроме аспектов подпрограмм предусмотрены и другие способы указывать ограничения на состояние программы, такие как проверочные утверждения:
```
pragma
 
Assert
(
Condition
);

```

или инварианты циклов:
```
pragma
 
Loop_Invariant
(
Condition
);

```

При этом есть существенные различия в синтаксисе описания контрактов для версий SPARK первого и второго поколений.
Первое поколение языка использовало специальные комментарии:
```
-- Удвоение натурального числа.

procedure
 
Double
(
X
: 
in
 
out
 
Natural
);

--# pre X < Natural'Last / 2; 

--# post X = 2 * X~;

```

Эквивалентный код для второго поколения:
```
-- Удвоение натурального числа.

procedure
 
Double
(
X
: 
in
 
out
 
Natural
)

   
with
 
      
Pre
 
=>
 
X
 
<
 
Natural
'
Last
 
/
 
2
,
 
      
Post
 
=>
 
X
 
=
 
2
 
*
 
X
'
Old
;

```

## Верификация
При верификации программ используются следующие приёмы:
- проверка выполнения пред- и постусловий функций;
- проверка отсутствия кода, способного вызвать исключение;
- потоковый анализ зависимостей, который проверяет инициализацию переменных и взаимосвязь между параметрами и результатом работы функций.

Для того, чтобы доказать корректность программы, для всех использованных программистом конструкций, таких как пред- и постусловия, создаются наборы проверочных утверждений. Верификатор GNATprove также может в некоторых случаях самостоятельно генерировать проверочные утверждения. Так, будут выполнены проверки на выход за границы массивов или типов, переполнение и деление на ноль.
Далее, набор проверочных утверждений и данные о начальном состоянии программы, а также полученные от разработчика непроверяемые утверждения, передаются в программу автоматического доказательства. GNATprove при работе использует платформу Why3 и системы доказательства проверочных утверждений CVC4, Z3 и Alt-Ergo. Также для доказательства могут быть использованы сторонние системы, такие как Coq.

## История
Первая версия SPARK (на основе Ada 83) была создана в Саутгемптонском университете при поддержке британского Министерства обороны Бернаром Карре (Bernard Carré) и Тревором Дженнингсом (Trevor Jennings), авторами системы надёжного программирования на Паскале SPADE-Pascal. Далее над усовершенствованием языка работали компании: Program Validation Limited, Praxis Critical Systems Limited (в дальнейшем Altran-Praxis, Altran) и AdaCore.
В начале 2009 года Praxis заключила соглашение с AdaCore и выпустила SPARK Pro на условиях GPL. Затем в июне 2009 была выпущена SPARK GPL Edition, нацеленная на разработку свободного и академического ПО.
О выпуске версии языка второго поколения SPARK 2014 было объявлено 30 апреля 2014 года.